# Teshigahara Sōfū

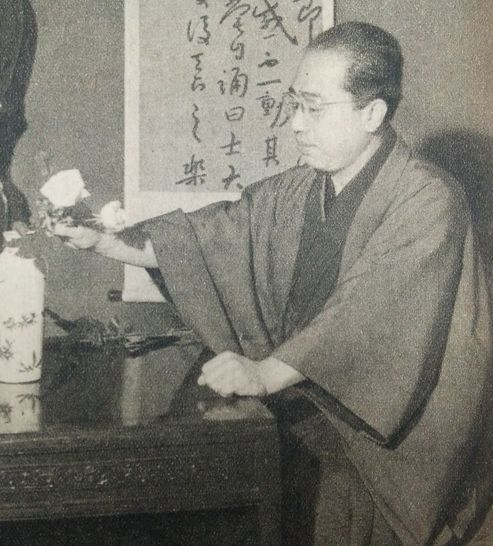
Teshigahara Sōfū

Teshigahara Sōfū (jap. 勅使河原 蒼風; * 17. Dezember 1900 in der Präfektur Tokio, Japan; † 5. September 1979 in Japan) war ein japanischer Maler und Ikebana-Lehrer.

## Leben
Geboren im Jahre 33 der Meiji-Zeit als Sohn des Ikebana-Künstlers Teshigahara Wafu gründete Teshigahara 1927 seine eigene Ikebana-Schule, die Sōgetsu-Schule (草月流, Sōgetsu-ryū, engl. Sogetsu School of Ikebana). Teshigaharas Lehransatz war der, dass ein Ikebana-Künstler, nachdem er sämtliche Techniken erlernt hat, bei der Gestaltung des Ikebana-Arrangements sowohl seinen persönlichen Empfindungen Raum geben als auch neben der Verwendung von pflanzlichem Material „anderes“ Material einbinden kann.
1952 war Teshigahara Mitglied der Jury an der Internationalen Blumen-Ausstellung in New York City. 1954 nahm er an der Blumen-Ausstellung anlässlich des 400-jährigen Bestehens von São Paulo in Brasilien teil. 1958 gründete er die Sogetsu-Kunstschule.
Teshigahara Sōfū ist der Vater des 2001 verstorbenen japanischen Filmregisseurs Teshigahara Hiroshi. Sōfū verstarb im Jahre 54 der Shōwa-Zeit.

## Auszeichnungen und Preise
- 1960: Olivenkrone des Institut für Ästhetik, Turin
- 1960: Ordre des Arts et des Lettres, Frankreich
- 1961: Légion d'Honneur, Frankreich
- 1962: Geijutsu Senshō, Japan[2]

## Ausstellungen (Auswahl)
- 1930: Im Josui Kakan, Tokyo unter Verwendung von Schrott-Materialien
- 1949: Im Kaufhaus Mitsukoshi auf der Ginza in Tokyo
- 1955: In der Bagatelle, Paris
- 1957: Triennale di Milano
- 1960: Einzelausstellung im Palazzo Grassi, Venedig
- 1961/1962: Gemeinschaftsausstellung Japanische Malerei der Gegenwart, Akademie der Künste, Berlin; später (1962) im Museum Folkwang, Essen und im Städel, Frankfurt am Main

## Veröffentlichungen
- 1937: Ikebana tokuhon, japanisch mit Illustrationen, Tōkyŏ.
- 1963: Sōgetsuryū